# Guatteria elongata
Guatteria elongata är en kirimojaväxtart som beskrevs av George Bentham. Guatteria elongata ingår i släktet Guatteria och familjen kirimojaväxter. Inga underarter finns listade i Catalogue of Life.